# آلن بادل
آلن فرناند بادل (انگلیسی: Alan Fernand Badel؛ ۱۱ سپتامبر ۱۹۲۳ – ۱۹ مارس ۱۹۸۲) بازیگر اهل بریتانیا بود.
از فیلم‌ها یا برنامه‌های تلویزیونی که وی در آن نقش داشته است می‌توان به نقش عربی، آگاتا، نیروی ۱۰ از ناوارون، اوتلی، روز شغال، این زندگی ورزشی، سالومه و ماجراجویان، نیروی ۱۰ از ناوارون اشاره کرد.